# Килийле (коммуна)
Килийле (рум. Chiliile) — коммуна в жудеце Бузэу в Румынии.
В состав коммуны входят сёла:
- Будешти
- Глоду-Петкари
- Гиокари
- Кревелешти
- Килийле
- Пояна-Плетари
- Трестиоара

## География
Коммуна расположена на расстоянии 116 км на север от Бухареста, 35 км на северо-запад от Бузэу, 112 км на запад от Галаца и 80 км на восток от Брашова.

## Население
По данным переписи населения 2002 года в коммуне проживало 779 человек, все — румыны. Все жители коммуны родным языком назвали румынский.
| 2002 | 2009 | 2011 |
| ---- | ---- | ---- |
| 779  | ▼664 | ▼623 |

## Религия
По данным переписи населения 2002 года 778 человек исповедуют православие и один адвентизм.